# Indústria de l'entreteniment
La indústria cultural o de l'entreteniment fa referència a la visió de la cultura com una mercaderia. Fou utilitzat per primera vegada pels filòsofs Theodor Adorno i Max Horkheimer, dos dels representants més il·lustres de l'Escola de Frankfurt, l'any 1944 en el seu llibre Dialektik der Aufklärung (Dialèctica de la Il·lustració).
Aquesta idea es troba dins el marc de la Teoria crítica, proposada pel mateix Horkheimer, on es considerava els mitjans de comunicació com eines de poder i dominació, no com a “servei públic” sinó com a instrument de “control públic”.
Amb aquest nou concepte, es considera la cultura com un objecte, una mercaderia subjecta a les lleis de l'oferta i la demanda de l'economia capitalista i produïda industrialment d'acord amb normes de rendiment, seriació, estandardització i divisió de la feina, com les que aplica el capitalisme. Segons Adorno i Horkheimer, els productes dels mitjans de comunicació (cine, premsa, ràdio, publicitat, etc.) tenen un esquema organitzatiu i una planificació idèntica, i un mètode i unes tècniques utilitzades que fan recordar a les fabricacions d'automòbils en sèrie.
Aquesta mateixa producció industrial de la cultura entra en la ideologia, consolidant uns principis d'assimilació i conformisme social a través de models simbòlics que, com diu Adorno, fa que la fabricació i producció dels productes culturals no es valori pels seus costos sinó per l'acció sobre els seus receptors, ja que la rendibilització econòmica es conjunta amb la rendibilitat ideològica perquè l'assimilació al sistema beneficia l'economia d'aquest.
A més, la indústria cultural fa un esquematisme de les idees tractant igual el tot i les parts, l'ideal consistiria a fer que la vida real no es pogués diferenciar d'un film.